# 한국기독교청년회전국연맹유지재단
한국기독교청년회전국연맹유지재단은 한국기독교청년회 전국연맹 및 동연맹의 가맹회원단체가 실행하는 각종 사업에 필요한 토지, 건물, 기타의 재산을 소유, 관리, 공급하기 위하여 1955년 11월 1일 설립된 문화체육관광부 소관의 재단법인이다. 사무실은 서울특별시 마포구 잔다리로 68 (서교동)에 있다.

## 주요 사업
- 선교사업
- 청소년문화사업
- 소비자권익증진사업